# Can't You See Me?
«Can't You See Me?» (en hangul, 세계가 불타버린 밤, 우린...; romanización revisada, Segyega bultabeorin bam, urin…) es una canción del grupo masculino surcoreano Tomorrow X Together, lanzado el 18 de mayo de 2020 como sencillo de su segundo miniálbum, The Dream Chapter: Eternity por Big Hit Entertainment. Una versión en japonés de la canción, se lanzó como parte del segundo sencillo japonés del grupo, incluido con la versión japonea de «Drama».

## Antecedentes y lanzamiento
El 23 de abril de 2020, Big Hit Entertainment, la compañía encargada de la gestión del grupo, hizo un anuncio oficial en el que informó que el grupo tenía previsto regresar a la escena musical a mediados de mayo. Este regreso se produciría después de una pausa prolongada de aproximadamente siete meses. 
Del 28 de abril al 16 de mayo, se llevaron a cabo una serie de lanzamientos de teasers promocionales tanto grupales como en solitario a través de las diversas plataformas de redes sociales del grupo. El 11 de mayo, el teaser para el videoclip de «Can't You See Me?» fue lanzado. El 18 de mayo, Tomorrow X Together lanzó la canción, junto a su videoclip y el álbum.

## Composición
«Can't You See Me?» es una canción que combina trap y pop, basada en un sintetizador pop contundente. El sencillo presenta una progresión de acordes influenciada por el grunge y una melodía de piano. La letra describe la confusión y el tumulto emocional que experimenta un joven al enfrentar una fase conflictiva en la amistad y las relaciones. En términos de notación musical, la canción está compuesta en tono de La menor, con un tempo de 140 pulsaciones por minuto y una duración de tres minutos con veintiún segundos.

## Vídeo musical
El vídeo de «Can't You See Me?» muestra una evolución hacia una imagen más oscura del grupo, explorando la complejidad de la amistad en lugar de solo su lado positivo, como se veía en sus lanzamientos anteriores. Las escenas de alegría compartida entre los cinco integrantes se interrumpen con imágenes de ellos destruyendo frutas y verduras de colores vivos, cubriéndose a sí mismos, su ropa y las paredes con salpicaduras que recuerdan a la sangre, sugiriendo conflictos y tensiones internas. El grupo también realiza una intensa coreografía ante el telón de fondo de una casa en llamas, simbolizando la ruptura de la amistad.

## Recepción crítica
Rhian Daly de NME dijo que «es una obra maestra sutilmente experimental. Sus melodías extremadamente pegajosas se combinan con efectos vocales subacuáticos de tono oscuro, creando una atmósfera inquietante que le confiere un aire de amenaza».
| Publicación | Lista                                           | Posición | Ref.   |
| ----------- | ----------------------------------------------- | -------- | ------ |
| Billboard   | The 20 Best K-Pop Songs of 2020: Critics' Picks | 16       | [ 15 ] |
| Dazed       | The 40 Best K-pop Songs of 2020                 | 27       | [ 16 ] |
| Paper       | The 40 Best K-pop Songs of 2020                 | 7        | [ 17 ] |

## Posicionamiento en listas
| Lista (2020)                              | Mejor posición |
| ----------------------------------------- | -------------- |
| Corea del Sur (Gaon Digital Chart)        | 66             |
| Corea del Sur (K-pop Hot 100)             | 52             |
| Japón (Japan Hot 100)                     | 43             |
| Estados Unidos (World Digital Song Sales) | 2              |

## Premios y nominaciones
| Premiación  | Año  | Categoría                           | Resultado(s) | Ref.   |
| ----------- | ---- | ----------------------------------- | ------------ | ------ |
| MAMA Awards | 2020 | Song of the Year                    | Nominado     | [ 22 ] |
| MAMA Awards | 2020 | Best Dance Performance – Male Group | Nominado     | [ 23 ] |

| Canción             | Programa            | Fecha              | Ref.   |
| ------------------- | ------------------- | ------------------ | ------ |
| «Can’t You See Me?» | The Show (SBS MTV)  | 26 de mayo de 2020 | [ 24 ] |
| «Can’t You See Me?» | Show Champion (MBC) | 27 de mayo de 2020 | [ 24 ] |